# Novoveská vrchovina
Novoveská vrchovina – jedna z siedmiu części Loučenske hornatiny w Rudawach (czes. Krušné hory, niem. Erzgebirge), na pograniczu czesko-niemieckim, w powiecie Most (czes. okres Most).
Od północy ogranicza ją granica z Niemcami, na zachodzie linia Nová Ves v Horách – góra Čihadlo – dolina Albrechtického potoku, a na wschodzie od Flájské hornatiny Šumenské údolí.
Wysokość bezwzględna dochodzi do 800 m n.p.m., a tylko niektóre wierzchołki ją przewyższają – Mračný vrch (852,2 m n.p.m.), Kamenec (813,7 m n.p.m.), Větrný vrch (799,8 m n.p.m.), Čihadlo (792,3 m n.p.m.), Jeřabina (788 m n.p.m.). Najwyższym wzniesieniem jest Mračný vrch (852 m n.p.m.). Powierzchnia wierzchowiny jest prawie płaska, łagodnie pofałdowana, czym różni się od sąsiednich jednostek, takich jak Rudolická hornatina i Flájská hornatina, natomiast doliny rzek są głęboko wcięte. Najważniejsze są Mariánské údolí i Hamerské údolí.
Novoveská vrchovina leży w dorzeczu Bíliny. Główne rzeki, to potok Svídnice (po stronie niemieckiej zwany Schweinitz), Loupnice, Jiřetínský potok i Albrechtický potok.
Większe miejscowości, to Litvínov i Horní Jiřetín pod stokami Rudaw, Nová Ves v Horách, Křížatky, Mníšek z przejściem granicznym i zimowiskiem Klíny.